# Кожевников Сергій Федорович
Сергій Федорович Кожевников (нар. 1904, місто Ніжин Чернігівської губернії, тепер Чернігівської області, Україна — 7 березня 1961, Запоріжжя) — радянський діяч органів державної безпеки.

## Біографія
Народився в родині шевця. У 1914 році закінчив Ніжинське 3-х класне початкове училище, у 1918 році закінчив Ніжинське 4-х класне вище початкове училище. У липня 1918 — жовтні 1919 р. — учень лимаря в Ніжині. У жовтні 1919 — січні 1923 р. — робітник-лимар Ніжинських майстерень артилерійського складу. У січні 1923 — липні 1924 р. — стрілець охорони військового продовольчого магазину в місті Ніжині.
У липні 1924 — травні 1925 р. — рядовий, помічник начальника застави прикордонного загону ОДПУ в містечку Олевськ Коростеньського округу. У травні 1925 — січні 1928 р. — співробітник для доручень Київського окружного відділу ОДПУ.
У лютому 1926 року вступив у ВКП(б).
У січні 1928 — січні 1929 р. — завідувач спецчастиною Київської метеорологічної служби. У січні 1929 — жовтні 1930 р. — уповноважений Ніжинського окружного відділу ДПУ. У жовтні 1930 — червні 1931 р. — уповноважений ДПУ по Котовському і Солонянському районах Дніпропетровського оперативного сектору ДПУ. У червні 1931 — липні 1932 р. — уповноважений ДПУ по Ровеньківському районі. У липні 1932 — грудні 1933 р. — уповноважений Макіївського міського відділу ДПУ Донецької області. У грудні 1933 — березні 1935 р. — заступник начальника Політвідділу Лихачовської МТС по роботі ОДПУ-НКВС Харківської області. У березні 1935 — вересні 1937 р. — оперуповноважений Секретно-політичного відділу УДБ УНКВС Харківської області. У 1937 році закінчив 3-х річні загальноосвітні курси у місті Харкові.
У вересні 1937 — 1938 р. — оперуповноважений 4-го відділу УДБ НКВС Української РСР. У 1938 — 1939 р. — помічник начальника 2-го відділення 2-го відділу УДБ НКВС Української РСР. У 1939 — вересні 1939 р. — старший слідчий слідчої частини НКВС Української РСР.
У вересні — листопаді 1939 р. — виконувач обов'язків заступника начальника УНКВС УРСР по Вінницькій області. У листопаді 1939 — березні 1941 р. — заступник начальника УНКВС УРСР по Вінницькій області.
У квітні — серпні 1941 р. — начальник УНКДБ УРСР по Вінницькій області. У серпні — вересні 1941 р. — начальник УНКВС УРСР по Вінницькій області. У вересні 1941 р. — виконувач обов'язків начальника УНКВС УРСР по Сумській області.
У листопаді — грудні 1941 р. — заступник начальник Особливого відділу НКВС 57-ї армії Південного фронту. У січні 1942 — квітні 1943 р. — заступник начальник 1-го відділу Управління особливих відділів НКВС СРСР. У квітні 1943 — червні 1946 р. — помічник начальника Головного управління контррозвідки (ГУКР) СМЕРШ по Ленінградському фронті. У 1944 році працював начальником інспекції Союзної контрольної комісії в Румунії та Фінляндії.
У червні 1946 — січні 1947 р. — помічник начальника 3-го Головного управління МДБ СРСР. У січні 1947 — листопаді 1950 р. — начальник Інспекції при міністрі державної безпеки СРСР. У жовтні 1950 — листопаді 1951 р. — начальник 9-го управління МДБ СРСР.
6 грудня 1951 — 28 квітня 1952 р. — начальник Управління МДБ УРСР по Дрогобицькій області. 28 квітня 1952 — 4 квітня 1953 р. — начальник Управління МДБ УРСР по Запорізькій області.
У квітні 1953 — травні 1954 р. — у розпорядженні МВС Української РСР. У квітні 1954 року звільнений в запас. З квітня 1954 р. — пенсіонер в місті Запоріжжі.

## Звання
- старший лейтенант держбезпеки (1939)
- капітан держбезпеки (28.04.1941)
- майор держбезпеки (25.06.1942)
- полковник держбезпеки (14.02.1943)
- генерал-майор (26.05.1943)

## Нагороди
- два ордена Леніна (13.09.1945, 24.11.1950)
- орден Вітчизняної війни 1-го ст. (31.07.1944)
- три ордена Червоного прапора (17.05.1943, 3.06.1943, 6.11.1945)
- три ордена Червоної Зірки (3.11.1944, 25.03.1945, 24.08.1949)
- п'ять медалей